# Вазмут Портфолио
Портфељ Вазмут (1910) представља двотомну књигу од 100 литографија дела америчког архитекте Френка Лојда Рајта (1867–1959). 
Назван Ausgeführte Bauten und Entwürfe von Frank Lloyd Wright, објављен је у Немачкој 1911. године код берлинског издавача Ернста Вазмута, са пропратном Рајтовом монографијом. Садржао је планове и перспективе (линијски цртежи) зграда од 1893 до 1909. То је била прва публикација било ког Рајтовог дела која се појавила негде у свету, пошто Рајт није објавио ниједан његов рад у претходних двадесет година свог рада у Сједињеним Државама. 500 примерака резервисаних за америчку дистрибуцију изгорело је у пожару Талиесин, одгађајући потпуно признање Рајтових достигнућа у његовој родној земљи у годинама које су долазиле. 
Портфолио је значајан јер је повезница између Рајтове пионирске америчке архитектуре и прве генерације модернистичких архитеката у Европи. Рајт од октобра 1909. до октобра 1910. путовао Европом, делимично како би подржао објављивање портфолија, али и да би из прве руке доживео многа велика дела европске архитектонске историје. 
Рајтов рани утицај у северној Европи је неупитан: познато је да је Ле Корбизје имао и делио копију портфолија, чешки архитект Антонин Рејмонд и аустријски архитекти Рудолф Шиндлер и Рихард Нојтра преселили су се у Сједињене Државе у нади да ће радити за Рајта, док сам поглед на Градску кућу Хилверсума (Hilversum Town Hall) Виљема Маринуса Дудока из 1924. године, закључује се њено порекло. У време објављивања портфолија, три главна утицајна архитекта двадесетог века (Ле Корбизје, Лудвиг Мис ван дер Рое и Валтер Гропијус) у то време су радили као ученици у атељеу Петера Беренса у Берлину,  где је речено да су сви радови престали тог дана када је портфолио стигао.  Ако је ова прича тачна, онда она открива јачину непосредног утицаја Рајтове архитектуре у европским круговима, будући да је Беренс могао добити копију портфолија Вазмут само неколико дана или недеља након објављивања. 
Рајт никада не би признао да је размена радила двосмерно, увек тврдећи да он ништа није усвојио из годину дана проведених у Европи, али рад Ентонија Алофсина, историчара архитектуре и специјалисте за живот и рад Рајта, сугерише да је на Рајта снажно утицао рад бечке сецесије. Заузврат, холандски покрет Де Стијл слиједи Рајтове нацрте само неколико година. Де Стијлови главни сарадници приписују Рајту одређени утицај. 
Верује се да је отприлике половина слика у портфолију Вазмут, прерада приказа архитекте, и једно време Рајтове асистенткиње, Мерион Махони Грифин, чији визуелни стил има много везе са успехом публикације. 
Од 2009. године, портфолио се штампа као Цртежи и планови Френка Лојда Рајта: рани период (1893–1909). 

## Списак изабраних дела садржаних у Вазмут портфолију
- Edwin H. Cheney House, Oak Park, Illinois (у National Historic District).
- Como Orchard Summer Colony, близу Darby, Montana.
- Coonley House, Riverside, Illinois (a National Historic Landmark).
- Dana-Thomas House, Springfield, Illinois (a National Historic Landmark).
- Thomas P. Hardy House, Racine, Wisconsin (a National Historic Landmark).
- William R. Heath House, Buffalo, New York.
- Larkin Administration Building, Buffalo, New York (срушена 1950).
- Darwin D. Martin House, Buffalo, New York (a National Historic Landmark).
- Park Inn Hotel, Mason City, Iowa (a National Historic Landmark).
- Robie House, Hyde Park, Chicago (a National Historic Landmark).
- Unity Temple, Oak Park, Illinois (a National Historic Landmark).
- Westcott House, Springfield, Ohio (a National Historic Landmark).
- Winslow House, River Forest, Illinois (a National Historic Landmark).